# Mwanga II Basammula-Ekkere

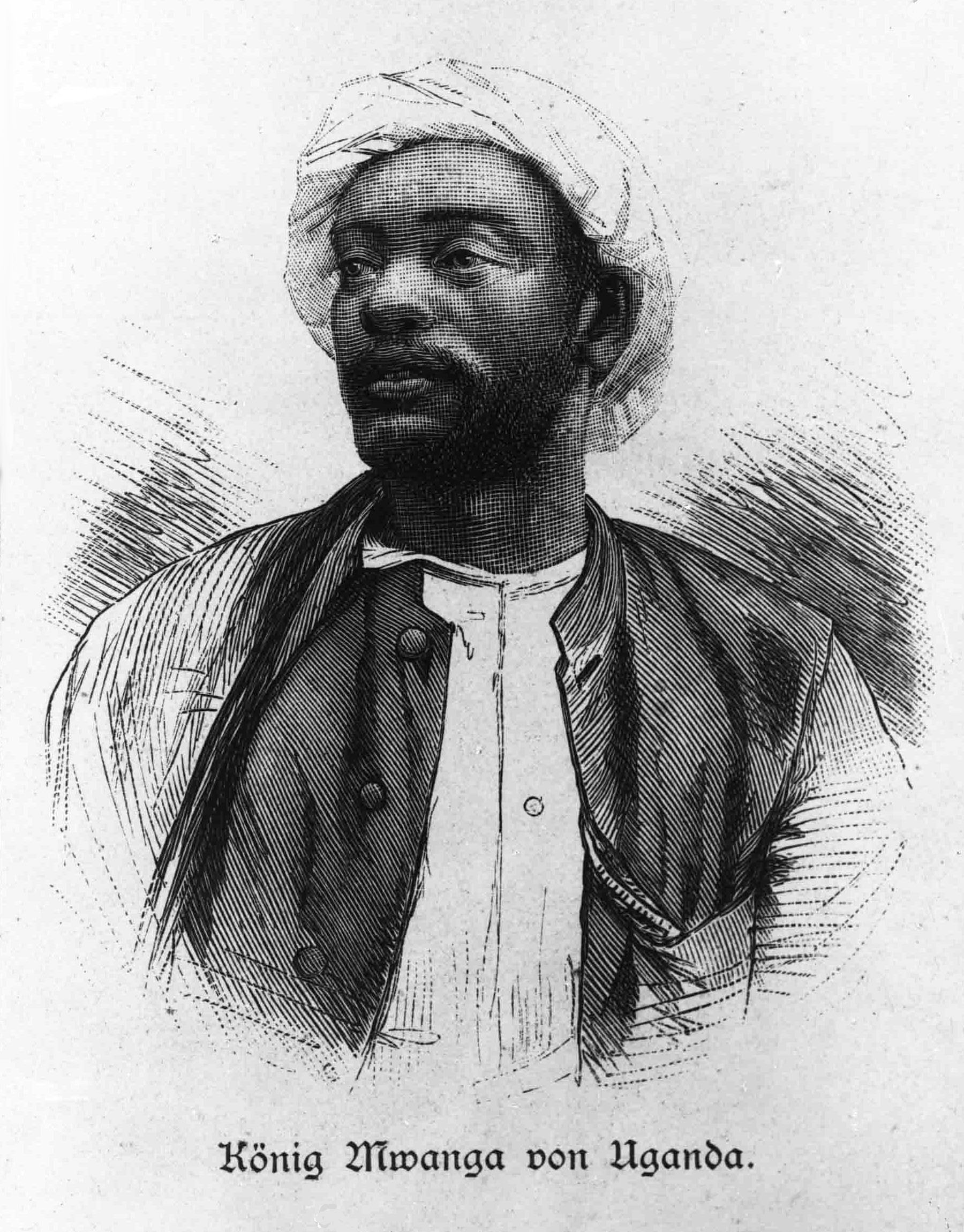
Mwanga II Basammula-Ekkere

Mwanga II Basammula-Ekkere (1867-1903) was de laatste koning (kabaka) van de onafhankelijke monarchie Boeganda. Hij regeerde vanaf 1884.
In 1886 liet Mwanga II veel onderdanen levend verbranden die zich bekeerd hadden tot het christendom of de islam. De 45 katholieke en anglicaanse gelovigen die op zijn bevel zijn gedood zijn bekend als de martelaren van Oeganda. De christelijke en islamitische chiefs werden ongerust en verenigden hun krachten om Mwanga II van de troon te stoten.
Mwanga II sloot zich in 1897 aan bij de tegenstanders van de Britse kolonisatie, samen met Kabalega, de koning van het Bunyoro-Kitara koninkrijk. Op 9 april 1899 werden beide koningen echter verslagen, gevangengenomen en verbannen naar de Seychellen. Mwanga II werd er bekeerd tot het christendom en kreeg de naam Daniël.
In 1903 stierf Mwanga II in ballingschap op de Seychellen. Pas zeven jaar later werd zijn lichaam teruggebracht en begraven in de tombes van Kasubi.